# Raffaele Illiano
Raffaele Illiano (Pozzuoli, 11 febbraio 1977) è un ex ciclista su strada italiano, professionista dal 2002 al 2010.

## Carriera
Originario di Bacoli, debutta tra i Dilettanti Under-23 nel 1996 con la formazione spezzina G.S. Promociclo, e veste poi le divise della lodigiana Sintofarm Vigorplant diretta da Rosario Fina e della jesina Sicc Cucine Componibili diretta da Mario Bolletta. Nel 2000 passa tra gli Elite con la bergamasca L'Edile Prefabbricati, mentre nel 2001 è diretto da Daniele Tortoli all'aretina Casprini-Pitti Shoes.
Dopo i sei anni da dilettante, passa al professionismo dal 2002 alla corte di Gianni Savio alla Colombia-Selle Italia, squadra con licenza sudamericana ma di stampo italiano. In cinque stagioni sotto la guida di Savio vince il Giro del Lago Maggiore 2003, il Grand Prix Bradlo 2004 in Slovacchia, la maglia azzurra della classifica intergiro al Giro d'Italia 2004 (corre, in cinque anni, quattro edizioni della "Corsa rosa") e cinque tappe, due nel 2003 e tre l'anno dopo, al Tour du Sénégal. Nel 2007 gareggia con la Ceramica Flaminia, tornando però già a inizio 2008 tra le file del team di Savio, la Diquigiovanni-Androni, per ricoprire ruoli di gregario. Ottiene comunque buoni risultati a livello individuale: il 13 marzo 2008 vince la seconda tappa della Tirreno-Adriatico a Gubbio battendo Enrico Gasparotto (prima vittoria italiana per lui), e dieci giorni dopo è tredicesimo alla Milano-Sanremo.
Nel 2009 è inattivo per un problema di salute (un papilloma) risolto in alcuni mesi. Nel 2010 rientra alle gare con la divisa della Aktio-Mostostal Puławy, squadra Continental polacca diretta da Gabriele Missaglia e Zbigniew Spruch; è però questa la sua ultima stagione di attività.

## Palmarès
- 2003

Giro del Lago Maggiore
Prologo Tour du Sénégal (Dakar > Dakar, cronometro)
2ª tappa Tour du Sénégal (Kaolack > Kaolack)
- 2004

Grand Prix Bradlo
Prologo Tour du Sénégal (Dakar > Dakar, cronometro)
6ª tappa Tour du Sénégal (Saint-Louis > Saint-Louis)
8ª tappa Tour du Sénégal (Mbour > Dakar)
- 2008

2ª tappa Tirreno-Adriatico (Civitavecchia > Gubbio)

### Altri successi
- 2004

Classifica intergiro Giro d'Italia

## Piazzamenti

### Grandi Giri
- Giro d'Italia

2003: 66º
2004: 35º
2005: 86º
2006: 61º
2008: 103º

### Classiche monumento
- Milano-Sanremo

2008: 13º